# Methenmadinone acetate
Methenmadinone acetate (MMA), còn được gọi là methylenedehydroacetoxyprogesterone (MDAP) và được bán dưới tên thương hiệu Superlutin và Antigest, là một loại thuốc proestin được phát triển ở Tiệp Khắc vào những năm 1960. Nó là este axetat C17α của methenmadinone.
MMA đưa ra bằng đường uống cho thấy khoảng 13 lần hoạt động proogenogen của progesterone tiêm trong chuỗi sinh học động vật.
Các chất tương tự của methenmadinone acetate bao gồm methenmadinone caproate (MMC), được nghiên cứu kết hợp với estradiol valerate như một biện pháp tránh thai tiêm kết hợp (tên thương hiệu dự kiến Lutofollin); chlormethenmadinone axetat (chlorsuperlutin; SCH-12600; 6-chloro-MMA), đã được sử dụng kết hợp với mestranol trong thuốc tránh thai (tên thương hiệu Biogest, Sterolibrin, Antigest B)  và trong thú y (tên thương hiệu Agelin); bromethenmadinone axetat (bromsuperlutin; 6-bromo-MMA), được đánh giá nhưng không bao giờ được bán trên thị trường; và melengestrol axetat (methylsuperlutin; 6-methyl-MMA), được sử dụng trong thuốc thú y.